# Terapia ocupacional

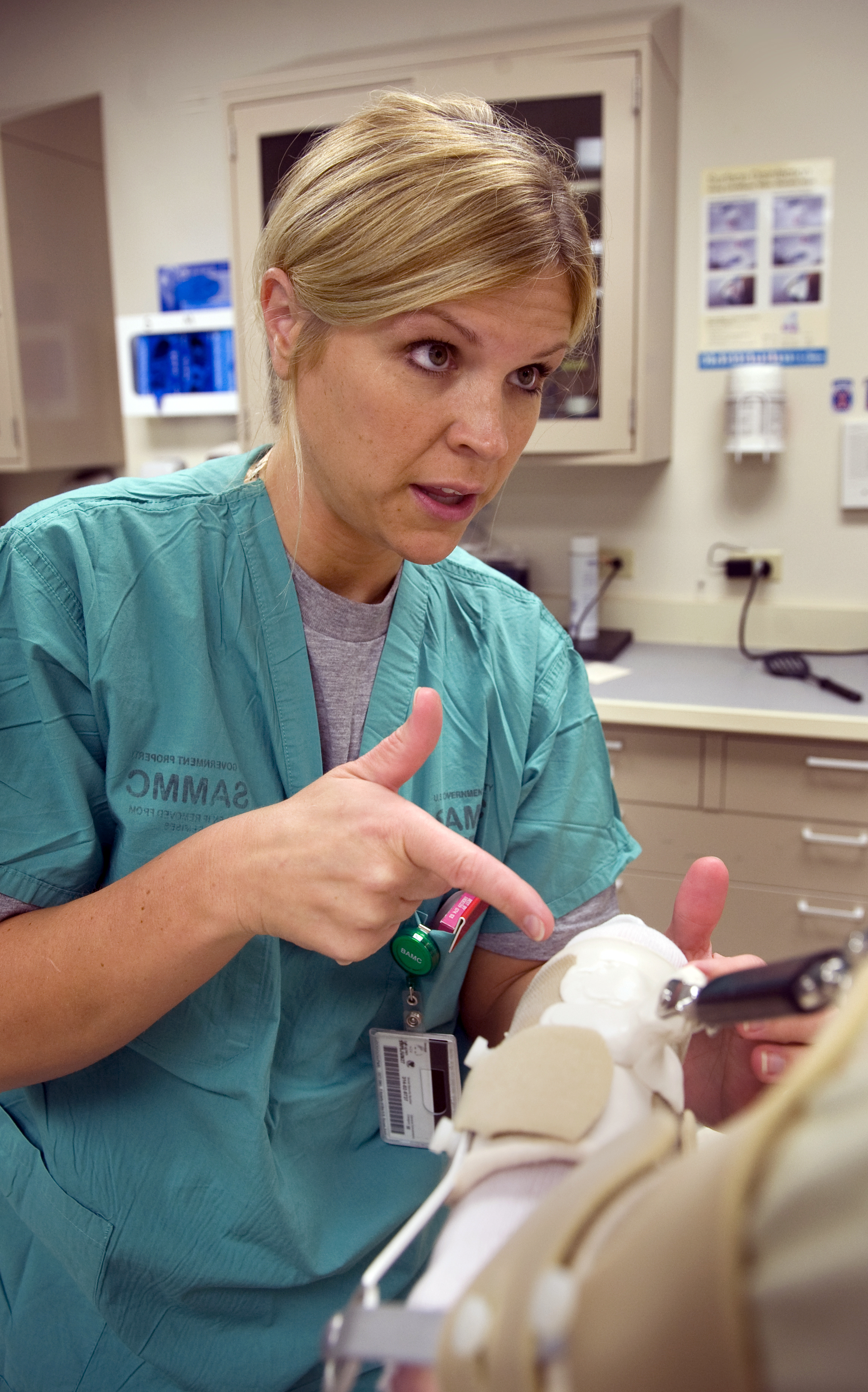
Terapeuta ocupacional del hospital militar Brooke de San Antonio ajusta el torniquete de una férula en un paciente.

La terapia ocupacional y sus profesionales, los terapeutas ocupacionales, ayudan a las personas a lo largo de sus vidas a participar en las actividades y tareas que quieren y necesitan realizar por medio de la utilización terapéutica de actividades diarias (ocupaciones). Algunas intervenciones comunes en terapia ocupacional incluyen ayudar a niños en situación de discapacidad a participar en la escuela y situaciones sociales, ayudar a las personas que se están recuperando de lesiones y proporcionar servicios para adultos mayores que están experimentando cambios cognitivos y físicos. La Organización Mundial de la Salud define la terapia ocupacional como el conjunto de técnicas, métodos y actuaciones que a través de actividades aplicadas con fines terapéuticos, previene la enfermedad y mantiene la salud, favorece la restauración de la funcionalidad, cumple las deficiencias incapacitantes y valora los supuestos del comportamiento y su significación profunda para conseguir la mayor independencia y reinserción posible del individuo en todos sus aspectos: laboral, mental, físico y social (promoviendo el mantenimiento, desarrollo o recuperación de la independencia de la persona).

## Historia

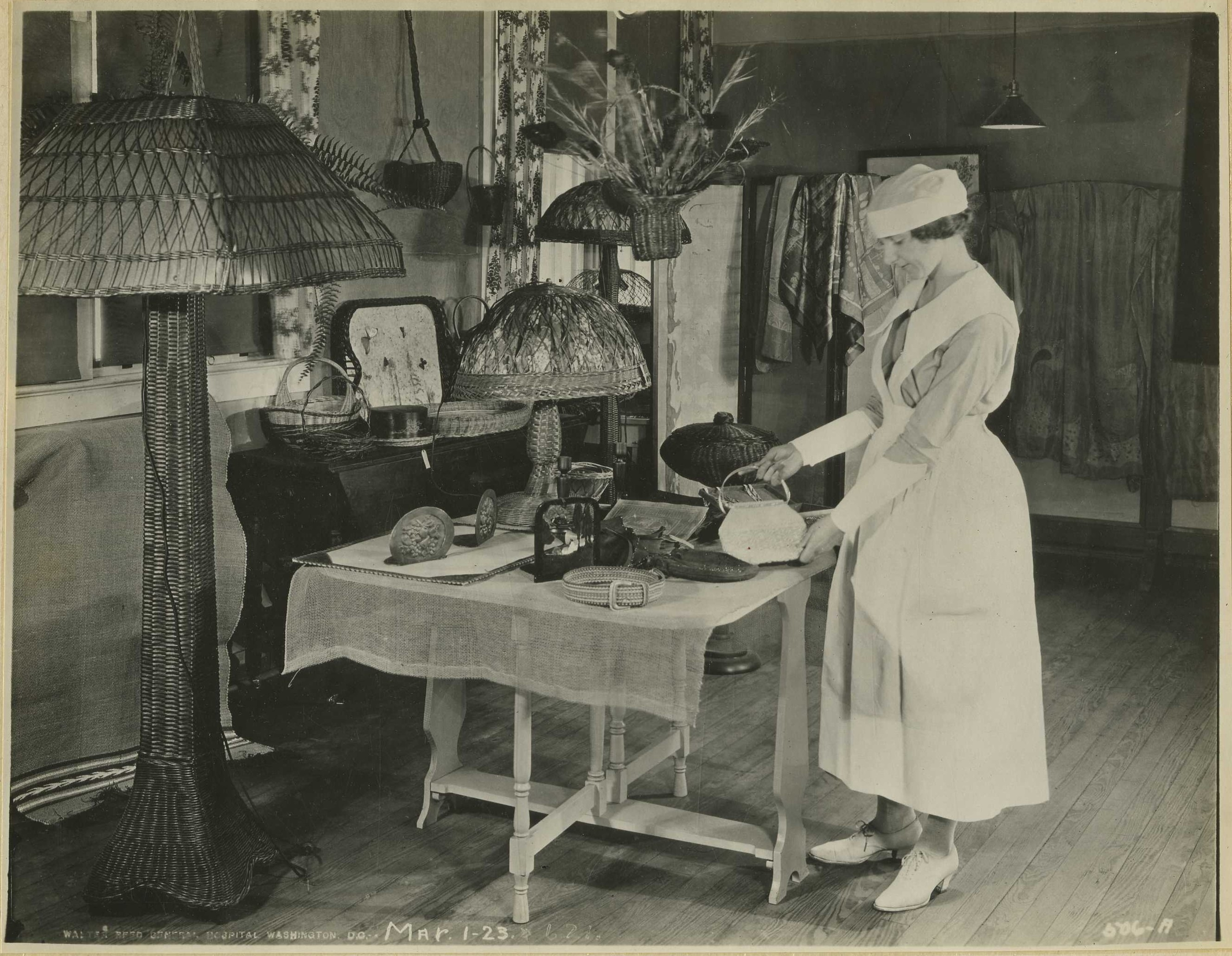
Enfermera en el hospital general Walter Reed de Washington D. C.

La ciencia ocupacional es la disciplina académica que nació de los valores de la terapia ocupacional y presta atención al comportamiento humano. La ocupación será el foco de la práctica a la vez que la unidad de análisis, centrándose en la forma (aspectos observables de la ocupación), función (cómo influye en la salud física y la satisfacción vital) y significado (la experiencia subjetiva de participación dentro del contexto) de la ocupación humana.
El uso terapéutico de la actividad y del movimiento comenzó con las civilizaciones más primitivas. En el 2000 a. C. los egipcios alzaron templos donde las personas afectadas de “melancolía” acudían en gran número para aliviar su enfermedad y donde los juegos y actividades recreativas ponían la nota característica. En la Grecia clásica, Esculapio creó el hospital de la ciudad de Pérgamo donde se trataba de aliviar el delirium a través de la canción, música, literatura y farsas. Pitágoras, Tales de Mileto y Orfeo utilizaban la música como remedio para distintos males del cuerpo y la mente. Hipócrates resaltó la relación cuerpo-mente recomendando la lucha libre, lectura y trabajo para mantener y mejorar el estado de salud de los individuos. Cornelio Celso recomendaba la música, la conversación, la lectura, el ejercicio hasta la fatiga, los viajes y hasta un cambio de escenario para aliviar las mentes trastornadas. Por su parte, Séneca aludía al trabajo como remedio de cualquier clase de agitación mental.[cita requerida]
El oscurantismo de la Edad Media llevó a un consecuente declive del uso de la ocupación con fines terapéuticos.
Entre 1250 y 1700 el interés científico se dirigió hacia el análisis del movimiento. Autores como Leonardo, Descartes y Bacon prestaban especial atención a la fisiología aplicada al entorno adquiriendo una connotación especial el ritmo, postura y gasto energético. Ramazzini resaltó la importancia de la prevención frente al tratamiento y la importancia de observar al paciente en su lugar de trabajo. Sanctorius desarrollo sus teorías del metabolismo y señaló que los ejercicios ocupacionales y el ocio podían incrementar la vitalidad.[cita requerida]
Con la creación del primer hospital psiquiátrico de Europa en Valencia en 1409 (Hospital de Santa María de los Santos Mártires Inocentes) se inició un importante movimiento de proliferación de establecimientos asistenciales para enfermos mentales, entre ellos en 1425 el Hospital Real y General de Nuestra Señora de Gracia, en Zaragoza, donde el padre Murillo describió por primera vez los tratamientos a través de trabajos ocupacionales o laborterapia, lo que influyó en gran medida en el tratamiento moral de Philippe Pinel, quien prescribió ejercicios físicos y ocupacionales manuales con la creencia de que la labor manual ejecutada rigurosamente era el mejor método para asegurar una buena moral y disciplina.
Entre los siglos XVIII y XIX, se produjo un rápido desarrollo de la psicología, anatomía y fisiología, lo que contribuyó la aparición de los patrones de fisioterapia y terapia ocupacional. Tisot (1780) clasificó el ejercicio ocupacional como activo, pasivo y mixto y recomendó actividades como la costura, la música o la natación entre otras. Al igual que la Guerra de Crimea precipitó el establecimiento de la enfermería como profesión, la Primera Guerra Mundial la fisioterapia y a pesar de que ya llevaba años de trayectoria, no fue hasta la II Guerra Mundial cuando se reconoció la Terapia Ocupacional como profesión.
En 1971 el médico M. Iberti había estudiado los métodos de tratamiento por encargo del Comité de Mendicidad de París para poder realizar una reforma sanitaria en Francia. Con la Guerra de la Independencia Española en 1808 el hospital de Zaragoza fue destruido.

### Estados Unidos
A pesar de estos antecedentes, la historia de la terapia ocupacional comienza a estructurarse en Estados Unidos tal como la conocemos a fines del siglo XVIII y principios del siglo XIX con el uso del tratamiento moral.
Durante la Primera Guerra Mundial aparecen los primeros "auxiliares de reconstrucción", es en este periodo cuando la terapia ocupacional pasa a formar parte activa en el tratamiento de la discapacidad física.
Durante la Segunda Guerra Mundial y con el aumento de la esperanza de vida de los enfermos y heridos de guerra debido a la aplicación de tratamientos más eficaces (la penicilina por ejemplo) los hospitales militares necesitaban más terapeutas de los que existían en el país, lo que hizo necesario desarrollar nuevos programas de formación. La Segunda Guerra Mundial no solo supuso un crecimiento en la profesión, sino que también condicionó la primera crisis del paradigma original, que se vio altamente influenciado por el modelo médico dando lugar a un nuevo paradigma más mecanicista.
Benjamin Rush (1745-1813): es considerado con frecuencia como el padre de la psiquiatría norteamericana, creía que el hombre estaba hecho para ser activo, por lo que recomendaba ejercicio, trabajo y música como parte del tratamiento de la enfermedad mental. Este tipo de intervenciones (tratamiento moral) tuvieron su época dorada entre 1840 y 1860, cuando por las dificultades económicas del momento se deja a un lado este tipo de intervención. A partir de este momento surge el “movimiento de artes y oficios” que se lleva a cabo en el ámbito educativo y terapéutico proporcionando dos enfoques distintos, el primero se denominó “ocupaciones en sala y actividades para inválidos” dirigido a enfermos mentales y el segundo relacionado con el “entrenamiento manual y entrenamiento ocupacional” dirigido a la práctica para personas con discapacidades físicas.
Es en 1917 cuando la ocupación resurge como Terapia Ocupacional al fundarse la NSPOT (National Society for the Promotion of Occupational Therapy), actualmente conocida como la AOTA.

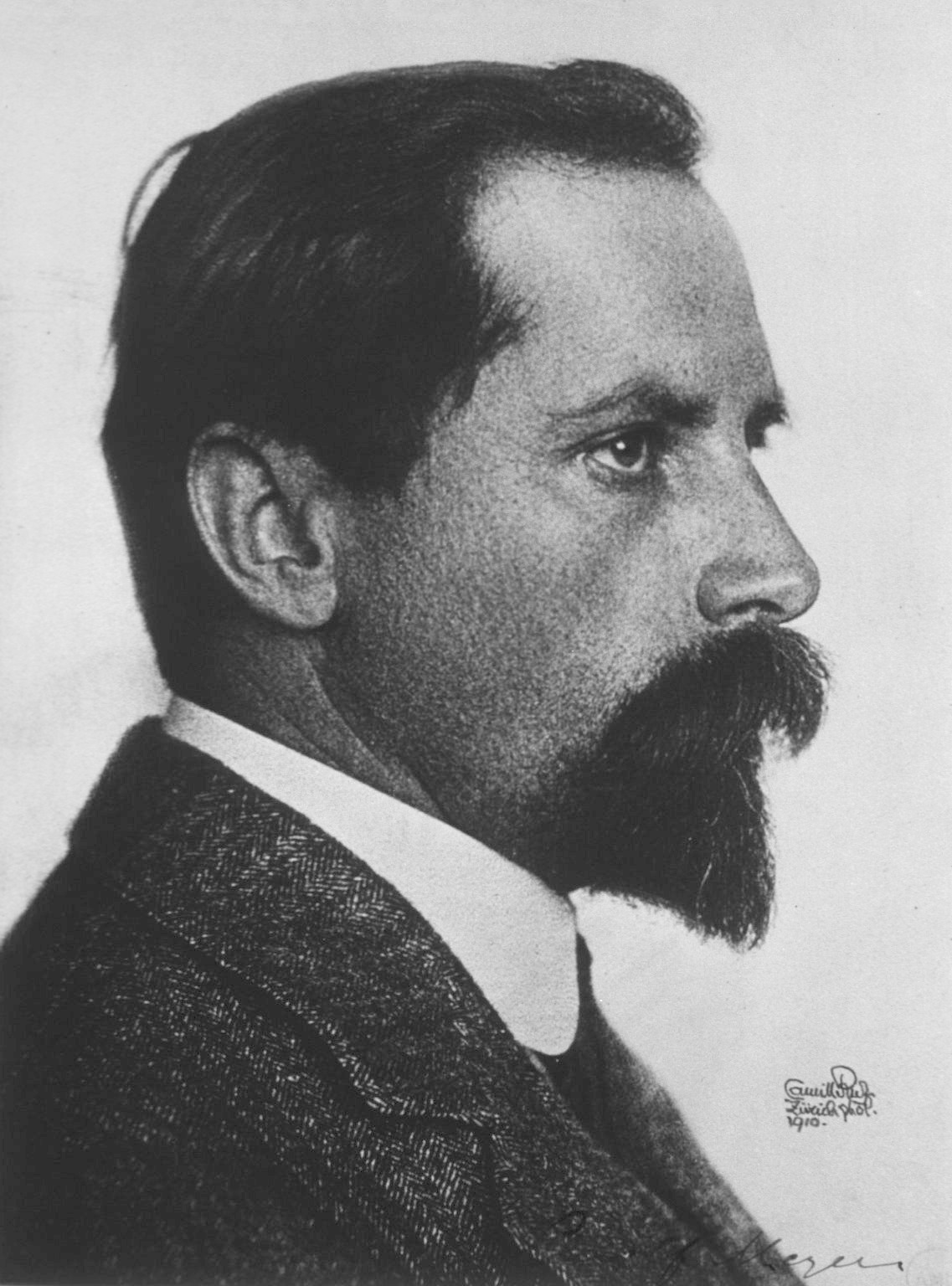
Adolf Meyer.

Adolf Meyer (1866-1950), psiquiatra y mentor de Dunton y Slagle, tomó las ideas fundamentales del tratamiento moral y trabajó sobre ellas para crear su propia filosofía de la terapia ocupacional agregando la idea de que la enfermedad mental era un problema de adaptación, deterioro de los hábitos y de falta de equilibrio entre trabajo y ocio.
La enfermera Susan E. Tracy (1878-1928), mientras trabajaba con pacientes ortopédicos encamados se dio cuenta de los beneficios de la ocupación para aliviar la tensión nerviosa y permitir a estos pacientes soportar el encamamiento. Veía en la ocupación un importante aliado de las terapias farmacológicas y creía en el entrenamiento de la autoayuda. Desarrolló el primer curso sistemático de formación en la ocupación para preparar a los instructores y escribió el primer libro conocido sobre terapia ocupacional (Studies in Invalid Occupations). Creía también, al igual que Meyer, que la relación interpersonal entre paciente e instructor era importante para lograr el éxito en el tratamiento ocupacional.
El médico Herbert J. Hall (1870-1923), prescribía la ocupación a sus pacientes como un tipo de medicina. Creía que la adecuada ocupación de las manos y la mente era un factor muy potente en el mantenimiento de la salud física, mental y moral en el individuo y la comunidad. Fue coautor del libro “El trabajo de nuestras manos”, donde divide las ocupaciones en «diversión o entretenimiento» útiles en estadios avanzados o incurables de enfermedad, y «remediadoras». Fue el primer estudio sistemático de los efectos de la ocupación sobre la enfermedad mental.
La trabajadora social Eleanor Clarke Slagle(1871-1942), se interesó por los efectos negativos de la inactividad de los enfermos mentales en las estancias hospitalarias. Es considerada la madre de la profesión. Organizó la primera escuela profesional para terapeutas ocupacionales en Chicago, de la que fue directora. La interdependencia de los componentes físico y mental eran claves para realizar la terapia; las actividades trataban de buscar un equilibrio entre trabajo, descanso y juego en los pacientes mentales.
William Rush Dunton Jr (1868-1966), psiquiatra y considerado el padre de la profesión, publicó el primer texto completo de terapia ocupacional en el que recogía indicaciones para utilizar las ocupaciones. Fue el editor de la primera revista de terapia ocupacional (Archives of Occupational Therapy). También fue presidente de la primera sociedad americana de terapia ocupacional (NSPOT). Propuso que la terapia ocupacional representara la continuación del tratamiento moral.
Edward Barton (1877-1923), arquitecto, sufrió tuberculosis, lo cual le permitió experimentar personalmente los beneficios del tratamiento de la ocupación. Fue el primero en acuñar el término Terapia Ocupacional. Estaba interesado en conocer la respuesta del cuerpo humano a las intervenciones terapéuticas a través de la ocupación. Fue cofundador de la NSPOT y su primer presidente.
Gail Filder (1916-2005) basó su trabajo en la teoría psicodinámica e influyó en gran medida en el desarrollo del paradigma de la disciplina. Expuso el modo en que podía utilizarse la actividad para la expresión no verbal de pensamientos y sentimientos.
Mary Reilly (1916-2011) en su libro "Play as exploratory learning" trata por primera vez de un modo serio el tópico del juego en la disciplina. Reilly trabajó con los veteranos de la II guerra mundial que habían sufrido daño cerebral. Estaba convencida de que la terapia ocupacional debía desarrollar guías generales de práctica.
Elizabeth June Yerxa (1967) recordó a los terapeutas que el punto de vista reduccionista del modelo médico consideraba a los pacientes solo en términos diagnósticos, alejando la práctica de la verdadera terapia ocupacional. Desde el punto de vista filosófico no vemos al hombre como una cosa, sino como un ser cuyas elecciones le permiten descubrir y determinar su propia existencia.
Catherine Trombly desarrolló su trabajo en torno a la discapacidad física del adulto. Ha aportado el modelo de funcionamiento ocupacional. Considera que la adquisición de competencias en los entornos físico y social en los que vive el individuo contribuye al desarrollo de la autoestima, autoeficacia y control del ambiente.
Anna Jean Ayres Baker (1920-1989) es conocida por el descubrimiento y las publicaciones que hizo sobre el déficit de integración sensorial (cómo el cerebro procesa la información y elabora una respuesta adecuada. Se centró en cómo el déficit de integración sensorial afecta a la capacidad de aprendizaje de los niños. Fue autora además de tres de los principales instrumentos de pruebas estandarizadas de integración sensorial, the Southern California Sensory Integration Tests (1972), the Southern California Postrotary Nystagmus Test (1975), and the Sensory Integration and Praxis Tests (1989).

### Gran Bretaña
En Inglaterra, William Tuke (1732–1822) planteó que la mayoría de enfermedades mentales eran curables y que era necesario estimular a los pacientes a aprender autocontrol. Ayudado de colaboradores, los inició en diversas ocupaciones o distracciones adaptadas a los diferentes pacientes ‘’settlement movement’’.
En 1898 se introdujo en Escociael "Proyecto Brabazan", que consistía en enseñar a los residentes enfermos y <<tullidos>>, a emplear sus manos de forma útil.
La profesión de Terapia Ocupacional emerge en el país a finales del siglo XIX como parte del conocimiento del valor de las ocupaciones como tratamiento.
A raíz de la Primera Guerra Mundial surge la necesidad de atender a los heridos, por lo que Sir Robert Jons (1857-1933), cirujano ortopeda, establece los centros de ortopedia en los que se aplica la terapia ocupacional.
Henderson introduce la Terapia Ocupacional en Escocia en un hospital psiquiátrico moderno.
Ya en 1925, Margot Fulton (1900-1989) fue la primera terapeuta ocupacional titulada en trabajar en gran Bretaña, sin embargo, no fue hasta 1930 cuando se fundó la primera escuela de Terapia Ocupacional en este país.

### Chile
En Chile se inicia hace más de 50 años con la primera terapeuta ocupacional: María Cristina Ríos, titulada el año 1961 en Argentina.
María Cristina se caracteriza como una pionera en la implementación de terapeuta ocupacional como, educadora y activa trabajadora de la Sociedad de Protección al Niño Lisiado, que más tarde se transformaría en la Teletón.
¿Cómo se da a conocer la Terapia Ocupacional en Chile?
La norteamericana y terapeuta Beatriz Wade al ser invitada a Chile, dio varias conferencias en la clínica Psiquiátrica de la Universidad de Chile y formó un taller de laborterapia, por la creación del servicio de medicina física y rehabilitación en el Hospital José Joaquín Aguirre. Gracias a los aportes de la Fundación Kellog y la formación de una comisión tripartita integrada por representantes de la Organización Mundial de la Salud (OMS), del Ministerio de Salud y de la Universidad de Chile.
A través de esta comisión y su firma con dos convenios (Chile 21 y Chile 5000) se crean algunos centros de Medicina Física y Rehabilitación.
En 1972 se aprobó un Plan de Estudios propio y así se instauró la carrera de Terapia Ocupacional; este Plan de Estudios incorporó contenidos basados en las Normas Mínimas de Formación de Terapeutas Ocupacionales que dictaba la Federación Mundial de T.O Fue así como se incluyeron distintas áreas como la rehabilitación psiquiátrica y física además de la rehabilitación laboral. El proyecto educativo incorporó cursos de formación general, básica, clínica y profesional, con el propósito de generar un profesional integral.

### España
La historia de T.O. está directamente relacionada con los antecedentes de la práctica psiquiátrica y la rehabilitación psicosocial. La preocupación por el enfermo mental de forma tan temprana se ha vinculado por un lado a la influencia de la cultura árabe, en la que la locura se entiende como un acontecimiento divino y por otro lado con la caridad cristiana.
- En 1877 el padre Menni aplicó tratamientos médico-morales que incluían el tratamiento moral de Pinel del que formaba parte la terapia ocupacional, consistía en curar con sabios consejos y palabras de ánimo.
- En 1887 se crea el primer Asilo para Inválidos del Trabajo, que se complementa en 1900 con la primera Ley de Accidentes del trabajo.
- En 1922 se abre el instituto de Reeducación Profesional de Inválidos del Trabajo (IRPIT).
- A partir de 1926 se dictan distintos decretos dirigidos a la educación y reeducación de minusválidos.
- En 1933 se crea la Caja Nacional de Accidentes del trabajo donde se realiza rehabilitación.

La Guerra Civil (1936-1939) provoca un frenazo brusco en el desarrollo de la sociedad en general, creando en 1940 el ‘’auxilio social para ayudas sociales’’. Tras la guerra civil, la escasez de medidas sanitarias, preventivas y terapéuticas favorecieron el padecimiento de diversas enfermedades cuyas secuelas propiciaron la aparición y formación de la figura del terapeuta ocupacional en España.
En la década de los 50 se despliega el movimiento asistencial en dos frentes, por un lado el campo psiquiátrico y por otro la rehabilitación física. Se crean dos patronatos, uno de higiene mental y otro de asistencia psiquiátrica, nace el patronato de Lucha contra la Invalidez que será conocido posteriormente como patronato de rehabilitación. Se crea la Asociación de Inválidos Civiles, el cual señalaba que no solo existían minusvalías causadas por accidentes laborales. Todo esto favorece la creación de la SER (Sociedad Española de Rehabilitación), reconociéndose en 1969 la Rehabilitación como especialidad médica. Se crea el Centro Nacional de Rehabilitación, el cual incluye un departamento de terapia ocupacional.
Entre los años 60 y 67 comienzan a formarse las primeras promociones de terapeutas ocupacionales en el modelo médico. El ‘’’Dr. Manuel Oñorbe Garbayo, el Dr. Heliodoro Ruiz García (1922-2007) y el Dr. Cecilio González Sánchez’’’, pioneros y adelantados de la Medicina Física y Rehabilitación ponen en funcionamiento la Escuela Nacional de Terapia Ocupacional en el Dispensario Nacional de Rehabilitación de Madrid; el Ministerio de Gobernación requiere a la OMS su supervisión para iniciar el desarrollo de la Terapia Ocupacional en España, es entonces cuando Mercedes Abella, terapeuta ocupacional cubana y comisionada de la OMS, se traslada a España y se pone en contacto con los doctores arriba mencionados para elaborar el primer plan de estudios para la enseñanza de Terapia Ocupacional impartiendo además asignaturas específicas de TO.
- 1964 se crea la Escuela Nacional de Terapia Ocupacional (ENTO),[17] que se traslada en 1971 al Centro Nacional de Rehabilitación, hoy conocido como el Instituto Provincial de Rehabilitación.
- En 1970 la Escuela Nacional de Terapia Ocupacional fue reconocida por la Federación Mundial de Terapia Ocupacional (WFOT) y a finales de la década, la figura del terapeuta ocupacional se incorpora a todas las residencias dependientes del ministerio.

Con la reforma asistencial se crean recursos comunitarios en los que se cuenta con la figura del terapeuta ocupacional. En el ámbito geriátrico, con la creación del hospital de cruz Roja de Madrid se incorporan los servicios de terapia ocupacional.
A nivel hospitalario el terapeuta ocupacional se incorpora desde los inicios de su formación a los servicios de rehabilitación de hospitales generales y monográficos y también en algunos servicios de psiquiatría.
- En 1984 se incorporan los primeros terapeutas ocupacionales en calidad de técnicos en rehabilitación a la ONCE.
- 1990 se implantan los estudios universitarios de terapia ocupacional con la publicación del BOE número 278 del Real Decreto 1420/1990.
- En 1995 se publican los requisitos para homologar el título de terapeuta ocupacional de la Escuela Nacional de Sanidad con el título de Diplomado (BOE 290/1995, 5 de diciembre de 1995).

## Aplicación práctica de la terapia ocupacional
El terapeuta ocupacional presta sus servicios a personas con algún problema que interfiere en el desempeño satisfactorio de su ocupación; llevar a cabo ocupaciones significativas para la persona es fundamental para su bienestar.
Práctica centrada en el usuario
Busca proporcionar a la persona control sobre su vida. Hay una participación activa de la persona en su proceso terapéutico. La historia ocupacional se elabora durante la terapia.
Práctica centrada en la ocupación
La terapia ocupacional constituye una ayuda para participar en las ocupaciones que el paciente valora. La ocupación es fundamental para que la persona construya su identidad. Para que la práctica se lleve a cabo de forma correcta se precisa una evaluación sistemática de las prioridades e intereses de la persona.
Práctica basada en la evidencia
Se trata de basar las decisiones de intervención en el "uso concienzudo, explícito y prudente de la mejor evidencia actual". Se trata de integrar la evidencia de la investigación en el proceso clínico para así poder predecir unos posibles resultados. El profesional de terapia ocupacional debe saber de qué modo acceder, evaluar e interpretar la investigación relevante, debe tener la capacidad para reunir datos relevantes que apoyen sus intervenciones y comunicar los resultados probables de la intervención para que el paciente decida si desea recibir esa intervención.

## Campos de intervención
Por patologías, la Terapia Ocupacional se integra dentro del equipo interdisciplinario de seguimiento y tratamiento de:
- Cualquier proceso que curse con daño cerebral adquirido:
  - Accidentes cerebrovasculares
  - Traumatismo craneoencefálico
  - Enfermedades degenerativas
- Lesión medular de diverso origen (traumático, tumoral, congénito, vascular o degenerativo).
- Trastornos de la deglución y de la comunicación de origen funcional y neurológico.

Los terapeutas ocupacionales trabajan con todos los grupos de edad en una amplia gama de áreas, pudiendo desempeñar principalmente su labor en:
- Discapacidad física e intelectual.
- Deficiencias cognitivas y sensoriales.
- Cuidados paliativos.
- Oncología.
- Salud mental.
- Geriatría.
- Pediatría.
- Intervención comunitaria.
- Educación.
- Docencia.
- Investigación.
- Práctica privada de la profesión.

Terapia Ocupacional en Salud mental
La ocupación se constituye en un medio para el desarrollo, mantenimiento y recuperación de las funciones psicológicas y de las estructuras corporales, en la medida que estas funciones y estructuras están implicadas en las ocupaciones que un sujeto realiza, Entonces desde esta perspectiva, las intervenciones del terapeuta ocupacional tienen como propósito:
- Contribuir al desarrollo normalizado de las estructuras y funciones corporales y psicológicas, así como de las relaciones sociales, las emocionales y los vínculos afectivos.
- Promover el mantenimiento, restauración o recuperación de estas.

Terapia Ocupacional en oncologia
El cáncer es un proceso patológico de carácter general que se refiere a todos los tumores y neoformaciones. El tratamiento más común en niños con cáncer es la quimioterapia, en combinación o
no de cirugía y/o radioterapia. La conveniencia de cada uno va a depender del tipo de tumor, comportamiento biológico, localización, extensión de la enfermedad, edad y estado general del paciente. La enfermedad en sí misma y/o el tratamiento, provocan déficits
cognitivos en el 40-100 % de los casos de los supervivientes en pediatría. “Los supervivientes de tumores cerebrales sufren déficits persistentes en una amplia gama de funciones neuropsicológicas como la atención, velocidad de procesamiento, memoria, capacidad visoespacial y funciones ejecutivas” tal y como refiere Isabel Calonge en su artículo: “Qué medimos y cómo medimos: la evaluación de las secuelas neurocognitivas”. Junto con los déficits neuropsicológicos, son frecuentes los problemas motores y su repercusión en las actividades de la vida diaria, condicionando la posterior adaptación escolar, laboral y social.
Lo que significa que dichos problemas impactan en el Desempeño Ocupacional de la persona con cáncer, considerando las secuelas cognitivas, secuelas emocionales, secuelas sociales y secuelas físicas que puede presentar el usuario, lo que a su vez repercute en la pérdida de roles, rutinas y hábitos, afectando en el desempeño ocupacional y en la limitación en habilidades de desempeño y déficit en funciones y estructuras corporales.
Teniendo en cuenta que el Modelo de Ocupación Humana postula que la organización interna del individuo se desarrolla a través de la actividad y el establecimiento de hábitos y rutinas, y que cuando un sujeto sufre un ciclo desadaptativo (como en un proceso oncológico) necesita buscar recursos para recuperar los roles, estas estrategias las podemos encontrar en el modelo de referencia del Neurodesarrollo, con técnicas como la Psicomotricidad. Este trabajo parte de la idea de que la Terapia Ocupacional puede actuar en su proceso de recuperación, beneficiándose de estas técnicas, con el fin de minimizar las secuelas propiciando una mejor calidad de vida.
Terapia Ocupacional en geriatria
La Terapia Ocupacional (TO) se encarga de la promoción, prevención y rehabilitación de la salud por medio de la ocupación, de modo tal que es una disciplina de relevancia en la satisfacción de necesidades de salud de nuestros adultos mayores. Centra su foco en la ocupación, entendiendo esta como las actividades diarias que todos realizamos, a las que atribuimos un significado y una relevancia, ya que nos permiten desempeñar nuestros roles e integrar la sociedad.
Los cambios físicos, psicológicos y sociales atribuibles a la vejez pueden incidir en la capacidad de realizar las ocupaciones diarias que solíamos llevar a cabo, y esto puede impactar en la calidad de vida. Sabemos que la mayor parte de la población de la tercera no presenta dependencia y, ante esto, con un enfoque de mantención y prevención,  la TO colabora en la promoción de estilos de vida saludables, el buen uso del tiempo, la prevención de riesgos y el fomento una vida activa que permita entrenar diariamente las capacidades cognitivas y físicas.
Si existe algún nivel de dependencia, nuestra profesión actúa como un puente entre la realidad biomédica de la persona y su cotidianeidad. Como parte del equipo de salud, a los/as terapeutas ocupacionales nos interesa conocer de qué manera la enfermedad impacta, o podría hacerlo, en la capacidad de la persona para realizar las actividades que le son significativas y le permiten configurar su rutina y ejercer los roles en los que se ha involucrado durante su vida. A partir de esto, la TO busca el desarrollo de otras habilidades en la persona, la potenciación de capacidades remanentes y/o la adaptación de los ambientes físicos y sociales en los que se desenvuelve, a fin de lograr mayor autonomía y satisfacción, tanto del individuo como de su familia, transformando de este modo el día a día en una potencial fuente de mantención y apoyo a la salud.
Terapia Ocupacional en educación
La terapia ocupacional en el área de la educación viene a facilitar la comprensión del proceso de enseñanza-aprendizaje, que está estrechamente relacionado al conocimiento sobre el desarrollo humano y su desempeño ocupacional en tareas rutinarias en el contexto educacional (Rocha EF., Luiz A., Zulian MA., 2003). Rocha describe que históricamente la Terapia Ocupacional en el campo de la educación, se insertó con el nombre de “Educación Especial” orientada para personas con discapacidad, en instituciones educacionales especializadas, segregadas del sistema tradicional de enseñanza, o del trabajo desarrollado en las denominadas “clases especiales” dirigidas a las poblaciones específicas, principalmente a estudiantes con discapacidad intelectual, física, visual, auditiva o de trastorno de desarrollo. En esta perspectiva, la acción de la terapia ocupacional abarca un conjunto de esfuerzos de rehabilitación dirigidos al individuo, con el fin de proporcionar el desarrollo de habilidades y competencias de personas con y sin discapacidad para su adaptación al medio educacional y social.
Terapia Ocupacional y órtesis.
Dentro de las funciones de un terapeuta ocupacional se encuentra el diseño y la elaboración de órtesis, que tienen como fin ayudar a la persona en su recuperación tras una lesión u enfermedad.
Las órtesis son un dispositivo externo que se aplica al cuerpo para modificar aspectos estructurales y funcionales del sistema neuromusculoesquelético. Pueden ser elaboradas de distintos materiales, algunos de ellos son: polyform, aquaplast, ezeform, x-lite, turbocast y yesos.
Hay diferentes tipos de órtesis, las cuales,  pueden ser clasificadas con base en su función de la siguiente manera:
- Estabilizadoras o inmovilizadoras. Son las que mantienen una posición concreta e impiden movimientos no deseados.
- Funcionales o dinámicas. Permiten que el miembro que está paralizado pueda realizar algún movimiento, esto se debe a que tienen un elemento elástico el cual permite el movimiento.
- Correctoras.  Sirven para corregir una deformidad esquelética.
- Protectoras. Son las que permiten la alineación de un miembro lesionado o enfermo.

Dichas órtesis pueden ir evolucionando de acuerdo a las necesidades de la persona a medida que su recuperación vaya avanzando (ajustar, modificar, acortar, acolchar).
Cabe mencionar que cada órtesis fabricada por los Terapeutas Ocupacionales es de uso exclusivo para la persona que fue diseñada, ya que están hechas a la medida y acorde a las necesidades de la persona lo que las convierte en una ayuda técnica única e intransferible.
Herramientas de intervención en terapia ocupacional
Existen variados campos en los cuales se puede desempeñar un terapeuta ocupacional, los cuales para dedicarse a cada área en especial poseen diferentes herramientas de intervención terapéuticas
Materiales para trabajar la estimulación cognitiva:
La estimulación cognitiva consiste en desarrollar actividades que mejoren la memoria, la atención, el lenguaje, el cálculo numérico o la orientación temporo-espacial. Los productos para la estimulación cognitiva están indicados para personas con trastornos de memoria, demencias y alzheimer.
- Ayuda memorias
- Cálculo, numeración y lógica
- Puzles
- Orientación espacial y esquema corporal

Materiales para trabajar la psicomotricidad y la motricidad gruesa:
- Isla de equilibrio
- Cono de señalización
- Pelota lisa
- Aro plano

Materiales para trabajar distintas actividades grupales, terapia creativa:
Los productos de terapia ocupacional ayudan al desarrollo de actividades individuales o en grupo. La terapia ocupacional tiene fines terapéuticos encaminados a mejorar las funciones, mantener la salud y favorecer la autonomía personal.
- Terapia motriz
- Psicomotricidad
- Actividades de grupo
- Pelotas

## Funciones del terapeuta ocupacional
- Evaluación e intervención de los problemas de integración sensorial (IS)
- Valoración funcional.
- Entrenamiento en Actividades de la Vida Diaria (AVD) e instrumentales.
- Adaptación/Readaptación funcional.
- Estimulación y reeducación cognitiva.
- Estimulación e integración sensorial.
- Valoración, diseño y entrenamiento de ortesis y productos de apoyo.
- Entrenamiento en el uso de prótesis.
- Adaptación del hogar y del puesto de trabajo.
- Orientación/reorientación laboral.
- Preparación para la vuelta a la ocupación o al desarrollo de actividades significativas.
- Asesoramiento en ocio y tiempo libre.
- Adaptación de actividades.
- Terapia de grupo.

## Marcos de referencia teóricos
Son un conjunto de teorías procedentes de diferentes áreas de conocimiento que constituyen los fundamentos científicos de la práctica de terapia ocupacional. su objetivo es describir, explicar y predecir comportamientos de cualquier tipo sobre los que se fundamenta una teoría. No proporcionan herramientas prácticas de intervención. En la práctica de terapia ocupacional los marcos de referencia deben combinarse para atender a la persona de forma global. Estos marcos pueden ser:
Marcos de referencia primarios: Orientan y dan significado y coherencia a la base conceptual. Proceden de conocimientos externos a terapia ocupacional.
- fisiológico: Atiende aspectos biológicos de la persona teniendo en cuenta los síntomas y signos de enfermedad y adoptando un punto de vista reduccionista. Se centra en los problemas relacionados con el funcionamiento físico de la persona.
- psicológico: Aporta diferentes teorías que ayudan a comprender y explicar el comportamiento humano.

Marcos de referencia aplicados: Versión de la teoría aplicada y adaptada a la práctica de terapia ocupacional. Constituye la transición de la teoría a la práctica mediante el diseño y descripción de estrategias útiles para la intervención desde terapia ocupacional. Estos marcos de referencia pueden aplicarse a la disfunción física y psicosocial.

## Modelos de terapia ocupacional
- Modelo de Ocupación Humana(MOHO)
- Enfoque de Adaptación Ocupacional
- Modelo de las Actividades de salud
- Modelo Australiano de Desempeño Ocupacional
- Modelo Canadiense
- Modelo Cuadrafónico
- Modelo de Desempeño Ocupacional de la AOTA
- Modelo de Discapacidad Cognitiva de Allen
- Modelo Ecológico de Desempeño Ocupacional
- Modelo de Funcionamiento Ocupacional
- Modelo Kawa
- Modelo Multicontextual

## Instrumentos de Evaluación del Modelo de Ocupación Humana (MOHO)
- Cuestionario Volicional Pediátrico (PVQ): Es una evaluación observacional que examina la motivación en los niños. El PVQ ofrece una manera de sintetizar el registro de las acciones y reacciones de un niño en su ambiente. Así, permite obtener una perspectiva tanto de los motivos internos del niño como de la influencia facilitadora o inhibidora que el ambiente ejerce sobre su volición. Puede ser usado por Terapeutas Ocupacionales o por otros profesionales interesados en profundizar su conocimiento sobre la motivación de un niño.
Cuenta con una escala de puntaje compuesta por 14 indicadores y con un registro de características ambientales.
La edad pertinente para aplicar este instrumento será de 2 a 7 años de edad.
Frecuentemente, la motivación infantil se evalúa mediante entrevistas, listados, cuestionarios, o test estructurados de juegos que dependen para suplicación de habilidades verbales o cognitivas del niño.
- Autoevaluación Ocupacional para niños (COSA): Es una herramienta de evaluación centrada en el cliente y una medida de resultado diseñada para captar las percepciones del niño en relación con su propio sentido de pertenencia ocupacional. El COSA puede ser usado por Terapeutas Ocupacionales u otros profesionales preocupados por la comprensión de las autopercepciones de los niños sobre sus habilidades. El COSA consiste en una serie de afirmaciones relativas a la participación ocupacional diaria.
La edad pertinente para aplicar este instrumento es de 8 a 13 años de edad.
- Perfil Ocupacional del niño (SCOPE): Provee una visión amplia de la participación ocupacional del niño y permite al Terapeuta evaluar de forma sistemática los factores que facilitan o restringen la participación ocupacional. El SCOPE está diseñado para ser un instrumento de evaluación basado en la ocupación, centrado en el cliente y basado en la teoría que puede integrarse rápidamente en la práctica con los niños y adolescente desde su nacimiento a los 21 años. La fortaleza del SCOPE se basa en su habilidad para delinear patrones claros de fortalezas y desafíos ocupacionales que permiten ser utilizados para planificar intervenciones usando la teoría de Modelo de Ocupación Humana (MOHO). Este instrumento de evaluación puede utilizarse como evaluación inicial y para medir resultados para evaluar el progreso del niño/adolescente con la terapia.
- Evaluación de Habilidades Motoras y Procesamiento (AMPS): Es de tipo observacional, evaluando simultáneamente capacidad de adaptación, conceptuales, organizacionales y de atención en relación con equilibrio, movilidad, coordinación y capacidad de fuerza. Evalúa habilidades de organización y ejecución, así también el componente objetivo del desempeño.
Va dirigido a adolescentes, adultos o personas que estén en riesgo, que ya hayan tenido un déficit motor o de procesamiento.
- Evaluación de las Habilidades de Comunicación e Interacción (ACIS): Es una evaluación observacional que obtiene datos acerca de las habilidades que la persona demuestra al comunicarse e interactuar con otros en una ocupación. El ACIS obtiene datos en habilidades como es exhibida durante el desempeño de una tarea y/o dentro de un grupo social del cual la persona forma parte.
Esta evaluación está constituida por los comportamientos o acciones "verbos" que representan habilidades de desempeño. Los ítems de habilidades representan tres dominios de la comunicación e interacción: físico, intercambio de información y relaciones. Cada habilidad es graduada de acuerdo a una escala de puntaje, desde un desempeño competente (4) a un desempeño deficiente (1). Se evalúa en contextos sociales relevantes y significativos.

## Código ético de la terapia ocupacional
La Federación Mundial de Terapia Ocupacional (WFOT) establece una serie de categorías generales de conducta adecuadas en cualquier situación profesional basadas en los cuatro principios éticos básicos (no maleficencia, beneficencia, autonomía y justicia) que se desarrollan en este código de la siguiente forma:
- Atributos personales: el terapeuta ocupacional demuestra integridad, confiabilidad, amplitud de criterio y lealtad en todos los aspectos del rol profesional
- Responsabilidad hacia los usuarios de los servicios de terapia ocupacional.
- Conducta profesional y colaboración interdisciplinaria: reconocer la necesidad y los beneficios de la colaboración interdisciplinar y respeto a las contribuciones otras profesiones. La contribución de la terapia se basa en el desempeño ocupacional con efectos sobre la salud y el bienestar personal.
- Actualización profesional: participar del desarrollo de la profesión a través de la capacitación permanente y aplicación de conocimientos y habilidades adquiridos en la práctica profesional basada en la mejor evidencia posible.
- Promoción y desarrollo: Los terapeutas ocupacionales se comprometen en la promoción y desarrollo de la profesión en general. Asimismo están interesados en promocionar la Terapia Ocupacional en forma ética al público en general, otras organizaciones profesionales y estructuras gubernamentales a nivel regional, nacional e internacional.

## Paradigmas de Terapia Ocupacional
Pre –paradigma de la Ocupación.
El contexto socio-histórico en el que comienza a gestarse este paradigma, se vincula con la Segunda revolución industrial, comprendida entre los años 1850 y 1914.
Bases conceptuales:
-Tratamiento moral
-Moviendo de Artes y Oficios
-Filosofía Pragmatista
En este pre-paradigma, la ocupación se gestaba como el eje central de la disciplina, comenzando a constituirse como tal a comienzos del siglo XX.
Uno de los eventos importantes de este período estuvo a cargo de Adolf Meyer, quien escribió las bases filosóficas sobre la TO, considerando una visión integral del ser humano y aplicando los principios éticos del tratamiento moral y la filosofía pragmatista, resaltando el rol terapéutico de la ocupación, idea heredada desde el movimiento de artes y oficios.
Paradigma Mecanicista.
Hubo un cambio en la manera de comprender a la TO debido al auge del Neopositivismo lógico que limita el concepto de ciencia a una reducible en variables y dicotomías, por lo que los fundamentos holísticos y humanistas no son explicaciones coherentes con la manera de concebir la ciencia, ni las disciplinas que no respaldan su desempeño en métodos cuantitativos y reduccionistas.
Es así como, bajo un Paradigma Mecanicista, la TO es considerada como una disciplina ligada a la Medicina,
Orientación del Paradigma Positivista con un Enfoque Biomédico.
- El denominador común de los 3 enfoques mecanicistas del tratamiento fue un intento de aislar los efectos particulares que se suponía que debía tener cada actividad sobre cada mecanismo fundamentado su intervención en técnicas paliativas para reducir incapacidad y centrada en la funcionalidad de sistemas biológicos e intrapsiquicos
Paradigma de la Ocupación.
Desde la segunda mitad del siglo XX. Está centrado en un paradigma interpretativo con enfoques psicosociales eliminando así el uso el paradigma neopositivista. La aparición de Mary Reilly favorece un giro en el quehacer de la disciplina. Reilly hace énfasis en el volver a los fundamentos iniciales de la profesión, centrándose en la ocupación como su eje principal. Por su parte, David Nelson establece reflexiones sobre la concepción de ocupación, realizando la diferencia entre Forma y Desempeño ocupacional; este enfoque será clave en la posterior comprensión de la ocupación humana.
Kielhofner y Burke, propulsores del Modelo de Ocupación Humana, se basan en las premisas iniciales de Reilly, considerando conceptualizaciones teóricas de Nelson y establecen que la TO debe tener un fundamento como ciencia aplicada. Paralelamente, el Modelo Canadiense de Desempeño Ocupacional, elaborado por la Asociación Canadiense de Terapia Ocupacional, considera la ocupación desde múltiples perspectivas, incluyendo la Espiritualidad como factor nuclear.
La Ocupación Humana, en este tercer paradigma, se concibe como un fenómeno individual y subjetivo
Primera Crisis de Terapia Ocupacional.
A mediados del siglo XX surge la crisis de la terapia ocupacional, la medicina adoptó el enfoque reduccionista de las ciencias naturales, este supone que el mundo es un mecanismo vasto en el que las leyes de causa y efecto gobiernan las relaciones entre sus partes, de acuerdo a esto la medicina buscó explicar la salud y la enfermedad a través de la identificación y el análisis cuidadoso de los elementos constitutivos de la psique y el cuerpo humanos. Propusieron que la TO necesita comprender la función y la disfunción en términos de los mecanismos neurológicos, anatómicos e intrapsíquicos subyacentes.
Segunda Crisis de Terapia Ocupacional.
Aunque el paradigma mecanicista cumplió con gran parte de lo que prometía, también tuvo consecuencias inesperadas e indeseables para la disciplina, el pensamiento holístico fue reemplazado por el énfasis reduccionista. La profesión se apartó mucho de la idea original de que le significado de las ocupaciones era una parte esencial del entramado de la vida cotidiana. En las décadas de 1960 y 1970 se reunieron varios profesionales y desarrollaron un grupo de conceptos que tenían como objetivo recapturar elementos del primer paradigma.
Paradigma Social de la Ocupación
El paradigma social de la ocupación distingue el conocimiento actual de la Terapia Ocupacional y Ciencias de la Ocupación, posicionando nuevas prácticas como válidas y novedosas. La TO comunitaria o la TO social, son ejemplares de este paradigma, las que se diferencian (cualitativamente) de las prácticas anteriores de la profesión y aparecen en la comunidad científica como reconocidas o como necesarias para la sociedad actual. Algo similar ocurre con lo político de la TO, en donde se asume que el rol y ejercicio profesional conlleva decisiones políticas inherentes a los y las terapeutas ocupacionales, así como en las intervenciones se desarrollan aspectos de ciudadanía centrados en los Derechos Humanos. Dentro de lo que denominamos Paradigma Social de la Ocupación, invitamos a la reflexión en torno a diferentes teorías que se condicen con el desarrollo de la TO, las que deben interpretarse desde una perspectiva compleja, como por ejemplo: la teoría de la Naturaleza Ocupacional del ser humano de Ann Wilcock, las propuestas de Michael Iwama y Frank Kronenberg, Salvador Simó Algado y Nick Pollard, quienes proponen un análisis reflexivo sobre sus experiencias como terapeutas ocupacionales, haciendo hincapié en la perspectiva político-social de la TO.